# Grüngürtel
Unter dem Begriff Grüngürtel wird ein durchgängiges System aus Grün- und Freiflächen verstanden, die ein Siedlungsgebiet, ein Dorf oder eine Stadt kreisförmig umschließen. Üblicherweise sind derartige Grüngürtel besonders geschützt und auch durch entsprechende Flächenwidmung oder Flächennutzungspläne rechtlich abgesichert (Grünlanddeklaration).

## Merkmale
Die Umschließung des meist dicht bebauten Siedlungs- bzw. Stadtgebiets hat mehrere Vorteile:
- Bereitstellung von großflächigen siedlungsnahen Grün- und Freiräumen
- Beitrag zur Luftqualität durch die Filterwirkung, die von den Grünflächen ausgeht und die Produktion von Frischluft
- Verbesserung des Kleinklimas
- Eindämmung des Stadtwachstums in das Umland
- Vernetzung von Biotopen

Gleichartige Ziele werden durch die Ausweisung von Grünzügen verfolgt, allerdings umschließen diese nicht die gesamte Siedlungsfläche.

## Beispiele bekannter Grüngürtel
Zu den größten Grüngürteln im deutschsprachigen Raum zählen:
- der Münchner Grüngürtel (33.500 ha)[1]
- der Wiener Grüngürtel (21.500 ha)
- der Frankfurter Grüngürtel (8.000 ha)
- der Kölner Grüngürtel
- das Glacis (100 ha) in Ingolstadt
- der Grüngürtel Duisburg-Nord (8,3 ha[2])
- der Kieler Grüngürtel
- der Mainzer Grüngürtel
- der Buersche Grüngürtel in Gelsenkirchen
- der Ringpark in Würzburg
- der Grüngürtel um die Altstadt von Minden
- der Grüngürtel in der Innenstadt von Laufen (Salzach)

Nach ihrer Lage im Dürener Grüngürtel wurde die Siedlung Grüngürtel (Düren) benannt, sowie die darin verlaufende Straße Grüngürtel.
Zu den größten Grüngürteln außerhalb Deutschlands zählen:
- der Londoner Grüngürtel
- der Grüngürtel von Niamey